# Mohammad Kazem Schariatmadari

Kasem Schariatmadari (1982)

Großajatollah Mohammad Kazem Schariatmadari (persisch محمد‌کاظم شریعتمداری, DMG Moḥammad Kāẓem Šarīʿatmadārī; * 5. Januar 1906 in Täbris; † 3. April 1986 in Teheran) war vor der islamischen Revolution der einflussreichste iranische Großajatollah. Schariatmadari vertrat – wie der Chomeini-Lehrer Hossein Borudscherdi – die Meinung, dass Geistliche keine politischen Ämter übernehmen und sich auch nicht unmittelbar politisch betätigen sollten (Quietismus). Dadurch stand er in eindeutiger Opposition zu Ruhollah Chomeini.

## Leben

### Herkunft
Kasem Schariatmadari wurde 1905 in der Stadt Täbris geboren. Schariatmadari war der älteste Sohn einer Familie aus der iranischen Mittelklasse. Sein Vater war Tabakhändler. Mit elf Jahren begann er im Geschäft seines Vaters zu arbeiten. Nach zwei Jahren entschied er sich, die Laufbahn eines Geistlichen einzuschlagen. Neben Türkisch und Persisch hatte Schariatmadari bereits Arabisch und Französisch gelernt.

### Ausbildung
1915 begab sich Kasem Schariatmadari nach Ghom, um in der neu gegründeten Hozey-e Elmiye zu studieren. Die Religionsschule wurde von Scheich Abdolkarim Haeri Yazdi geleitet, der die Auffassung vertrat, dass sich die Geistlichkeit vor allem spirituellen Fragen widmen und die Politik den Politikern überlassen sollte. Jahre später, nachdem Scheich Haeri und Großajatollah Hossein Borudscherdi verstorben waren, sollte Kasem Schariatmadari zu dem bedeutendsten Vertreter dieser Auffassung und damit zu einem erbitterten Gegner von Ruhollah Chomeini werden.
Kasem Schariatmadari wurde bereits mit 19 Jahren von Scheich Harir der Titel „Ajatollah“ verliehen. Er wurde damit zum Mudschtahid, d. h. einem Rechtsgelehrten, der zur selbständigen Rechtsfindung (Idschtihad) befähigt ist. 1921 ging Schariatmadari nach Nedschef, um sein Studium fortzusetzen. Er blieb dort sechs Jahre und kehrte 1927 in seine Heimatstadt Täbris zurück.

### Erstes öffentliches Auftreten
Bereits als junger Ajatollah unterschied sich Kasem Schariatmadari von der traditionellen Geistlichkeit. Während diese Arabisch als die Sprache Gottes betrachteten und Persisch für die Diskussion theologischer Fragen für „ungeeignet“ hielt, brach Schariatmadari mit dieser Tradition und veröffentlichte seine Publikationen nicht nur auf Arabisch, sondern auch auf Persisch. Später, als Großajatollah und Leiter seiner eigenen Religionsschule, bestand er darauf, dass seine Studenten nicht nur Persisch und Arabisch, sondern mindestens eine weitere Fremdsprache lernten.
War es bis dato üblich, dass sich ein Geistlicher nur mit wenigen, theologischen Texten auseinandersetzte und seine Gedanken über diese Texte veröffentlichte, so brach Schariatmadari auch mit dieser Tradition. Er beschäftigte sich nicht nur mit theologischen, sondern auch mit säkularen Texten wie Mohammad Ali Foroughis Geschichte der europäischen Philosophie und Ahmad Kasravis Kritik der schiitischen Theologie.
Gegenüber politischen Fragen nahm Schariatmadari seit seinen frühen Tagen als Ajatollah in Täbris eine entschieden proiranische Haltung ein. Als nach dem Ende des Zweiten Weltkriegs Dschaʿfar Pischewari die Loslösung Aserbaidschans von Iran erklärte und mit der politischen und militärischen Unterstützung der Sowjetunion am 3. September 1945 die Aserbaidschanische Volksregierung ausrief, gehörte Kasem Schariatmadari zu den entschiedensten Gegnern der Kommunisten, was zu seiner Verbannung aus Täbris führte. Nachdem auf Druck des US-Präsidenten Harry S. Truman Generalsekretär Josef Stalin die sowjetischen Truppen aus dem Iran zurückbeorderte, die Aserbaidschanische Volksregierung daraufhin zusammenbrach und iranische Truppen unter Schah Mohammad Reza Pahlavi 1946 in Aserbaidschan einmarschierten, bereitete Schariatmadari gemeinsam mit der Bevölkerung von Täbris dem Monarchen ein freundliches Willkommen.
Kasem Schariatmadari wirkte von 1927 bis 1949 als Ajatollah in Täbris. Aufgrund seiner Beliebtheit hatte er bald eine große Anhängerschaft unter der gesamten türkischsprachigen Bevölkerung Irans.

## Die Jahre in Ghom
Nur wenige Monate nachdem Mohammad Reza Schah den Thron von seinem Vater übernommen hatte, sandte er einen Boten mit einer nicht unbeträchtlichen Summe Geldes nach Nedschef, um Ajatollah Hoseyn Gomi zur Rückkehr nach Ghom in den Iran einzuladen. Der junge Schah war der Überzeugung, dass alle Mullahs „aus tiefstem Herzen Monarchisten“ wären und dass sich die Geistlichkeit voll im klaren darüber sei, dass der Islam aufgrund der latenten kommunistischen Bedrohung im Iran nicht ohne die Monarchie überleben könnte. Ajatollah Gomi, der wenige Jahre zuvor aus Protest gegen die antiklerikale Politik Reza Schahs den Iran verlassen hatte, nahm die Einladung Mohammad Reza Schahs an und kehrte im Juni 1942 unter dem Jubel von mehr als 100.000 Teheranern zurück. Wenige Jahre später, als Ajatollah Hossein Borudscherdi nach Ghom in den Iran zurückkehrte, brach der Schah mit dem Protokoll und besuchte ihn im Krankenhaus. In diesen Tagen wurde er nicht müde, den Klerus aufzufordern, politisch aktiver zu werden.
1950 verließ Schariatmadari Täbris und zog nach Ghom, wo er sich bald als beliebter Lehrer einen Namen machte. Nach der Rückkehr Borudscherdis war Ghom rasch zum wichtigsten Zentrum der schiitischen Gelehrsamkeit geworden. Schariatmadari erkannte rückhaltlos die Führungsrolle Borudscherdis unter den Ajatollahs an. Als dann allerdings 1951 Mohammad Mossadegh Premierminister Irans wurde und Ajatollah Abol-Ghasem Kaschani, der wichtigste politische Führer der Geistlichkeit Mossadegh unterstützte, entschied sich auch Kasem Schariatmadari für die Seite Mossadeghs. Nach dem Sturz Mossadeghs hatte sich die Entscheidung Großajatollah Borudscherdis, sich aus den politischen Auseinandersetzungen herauszuhalten und die Monarchie zu unterstützen, als die bessere Entscheidung erwiesen.
Als Großajatollah Borudscherdi 1961 starb, bereitete sich Schariatmadari darauf vor, seine Nachfolge als Mardschaʿ-e Taghlid und damit als ranghöchster Ajatollah anzutreten. Schah Mohammad Reza Pahlavi hatte die Unterstützung Mossadeghs durch Kasem Schariatmadari aber nicht vergessen und sandte sein Kondolenzschreiben an den älteren Großajatollah Muhsin al-Hakim nach Nedschef, der sich daraufhin als rechtmäßiger Nachfolger von Borudscherdi und Mardscha-e taqlid betrachtete.

### Erste Auseinandersetzungen mit Chomeini
Obwohl Schariatmadari nun nicht Mardscha-e taqlid geworden war, wurde er Großajatollah und damit ranghöchster Geistlicher in Ghom. Das Jahr 1961 sollte weitere Umbrüche im politischen Leben Irans mit sich bringen. Ali Amini war am 6. Mai 1961 Premierminister geworden und hatte ein umfangreiches Reformprogramm eingeleitet. Amini war darauf bedacht, die Geistlichkeit in den politischen Reformprozess einzubeziehen. Aus diesem Grund entschied er sich, nach Ghom zu fahren, um die führenden Geistlichen zu treffen. Bei dieser Gelegenheit traf Amini auch mit einem bis dahin weitgehend unbekannten Geistlichen, Ruhollah Chomeini zusammen, der es nur bis zum Hodschatoleslam gebracht hatte, und eigentlich nicht zum Kreis der ranghöheren Ajatollahs zählte. Was Chomeini an akademischer Reputation fehlte, hatte er durch politische Aktivitäten wettgemacht. Eines seiner ersten Opfer war Ahmad Kasravi. Ahmad Kasravi war der erste, der die politische Klasse Irans auf den Herrschaftsanspruch der iranischen Geistlichkeit aufmerksam machte und sich mit ihm öffentlich auseinandersetzte. In einem 1942 erschienenen Artikel mit dem Titel Botschaft an die Mullahs von Täbris griff Kasravi die Forderungen der Geistlichkeit als unbegründet an. Zudem hielt er die religiösen Gesetze der Scharia für völlig ungeeignet, um eine komplexe Gesellschaft des 20. Jahrhunderts damit regieren zu können. 1943 veröffentlichte Ali Akbar Hakamizadeh, der Kasravi gut kannte, sein Buch Die Geheimnisse von tausend Jahren, in dem er die Argumente Kasravis aufgriff und als Fragen an die Geistlichkeit neu formulierte. 1944 antwortete dann Chomeini mit dem Buch Die Enthüllung der Geheimnisse, in dem er die Argumente Kasravis direkt angriff, ohne ihn allerdings persönlich zu nennen. Chomeini sprach nur vom Abenteurer aus Täbris. Am 11. März 1946 wurde Kasravi von zwei Mitgliedern der von Abol-Ghasem Kaschani initiierten und von Navvab Safavi gegründeten Fedajin-e Islam niedergeschossen und mit 27 Messerstichen getötet. Auch sein Assistent, der ihn begleitet hatte, wurde umgebracht. Wenige Monate vorher hatte Chomeini eine Fatwa erlassen, dass Kasravi ein „Verderbnisstifter auf Erden“ (Mofsed-e fel Arz) sei, was einem Todesurteil gleichkam. Chomeini war bereits zum geistigen Führer der Fedajin-e Islam aufgestiegen. Andere Geistliche warben Navvab Safavi an, bezahlten ihm die Reise nach Teheran und gaben ihm den Auftrag, Kasravi umzubringen.
Chomeini schlug den Ajatollahs 1961 vor, sich regelmäßig im Haus von Kasem Schariatmadari zu treffen, „um ihre Strategie abzustimmen“. Bei einem dieser Treffen kam es zu einer heftigen Auseinandersetzung zwischen Schariatmadari und Chomeini. Schariatmadari kritisierte Chomeini dafür, dass er seine politischen Ziele über die Religion stelle. Zudem war er gegen Chomeinis Fundamentalopposition gegen den Schah, da er Irans wachsenden politischen Einfluss im Nahen Osten sah, und Chomeini vorwarf, dass er mit seinen Angriffen auf die Regierung sowohl Iran als auch dem Islam schade.
Nach Chomeinis Rede vom 3. Juni 1963, am Aschura-Tag, gehalten gegen den Tyrannen unserer Zeit – jeder wusste, dass damit der Schah gemeint war –, wurde Chomeini am 5. Juni 1963 verhaftet. Durch seine bewusst gewählte Konfrontation gegen den Schah zog er einige gemäßigte Kleriker auf seine Seite, indem sie für ihn notgedrungen Partei ergreifen mussten. Chomeinis Aufruf vom 3. Juni 1963 richtete sich vor allem gegen die vom Schah im Rahmen der Weißen Revolution begonnene Landreform.
Nach der Verhaftung und Verurteilung Chomeinis war es dann Hassan Pakravan, der Chef des SAVAK, der dafür eintrat, dass Chomeini nach seiner Verhaftung und Verurteilung im Zusammenhang mit den gewalttätigen Juni-Demonstrationen 1963 nicht exekutiert, sondern aus dem Gefängnis freigelassen und ins Exil in die Türkei und später in den Irak abgeschoben wurde. Hassan Pakravan und Premierminister Hassan Ali Mansour erklärten dem Schah, dass man der Geistlichkeit mehr Zeit geben müsse, sich an die Reformen der Weißen Revolution zu gewöhnen, und dass es besser sei, Chomeini aus der Haft zu entlassen, statt mit der Exekution aus dem zum Tode Verurteilten einen Märtyrer zu machen. In der Haft gab Chomeini Hassan Pakravan angeblich das Versprechen, sich in Zukunft aus der Politik herauszuhalten, dabei hatte Chomeini lediglich gesagt: „Wir mischen uns niemals in Politik ein, so wie Sie sie definieren.“ Diese Aussage ließ ausreichend Spielraum für Interpretationen. Dass Chomeini nicht daran dachte, sich aus der Politik herauszuhalten, sollte sich bald zeigen. Der Entlassung aus dem Gefängnis war eine Ernennung Chomeinis zum Ajatollah durch Großajatollah Schariatmadari vorausgegangen, um damit Chomeini eine Art ungeschriebene Immunität zuzuerkennen. Mit dieser Erhöhung seines religiösen Ranges hatte Chomeini zwar eine Stufe in der Hierarchie der Geistlichkeit übersprungen, aber die Mehrheit der Geistlichkeit und der Schah waren mit diesem Vorgehen einverstanden.

### Die Reform der Religionsschulen
Während führende Politiker der Islamischen Republik Iran heute erklären, dass die Demonstrationen im Juni 1963 gegen die Reformpläne des Schahs die Geburtsstunde der islamischen Revolution gewesen seien, war Kasem Schariatmadari damals der Auffassung, dass das Auftreten Chomeinis, die Demonstrationen und politischen Auseinandersetzungen mit der Regierung dem Ruf der Geistlichkeit geschadet hätten. Er begann deshalb mit einer groß angelegten Reform und Modernisierung der Religionsschulen, um den politischen Einfluss Chomeinis, der sich inzwischen im Irak befand, auszuschalten. Schariatmadari eröffnete das Dar al-Tablighe, eine Religionsschule völlig neuen Stils, mit einem rigorosen Auswahlverfahren, um nur die besten Studenten in seine Hochschule aufzunehmen. Er führte zudem Klausuren und mündliche Prüfungen ein, um den Lernerfolg der Studenten objektiv feststellen zu können. In seiner Hochschule war es obligatorisch, dass die Studenten nicht nur Arabisch, sondern auch Persisch und eine zusätzliche Fremdsprache belegen mussten. Er war auch der Erste, der in seiner Hochschule einen Flügel für die Ausbildung von Frauen einrichtete (1973, genannt Dar al-Zahra). Seinem Beispiel folgten dann andere Hochschulen einige Jahre später. Schariatmadari organisierte eine jährliche Buchausstellungen in Ghom, gab eine Zeitschrift über die Lehren des schiitischen Islam und ein Kindermagazin mit einer Auflage von über 80.000 Exemplaren heraus.
Unter den türkischsprachigen Schiiten galt Schariatmadari als absolute geistliche Autorität. Unter seinen Gefolgsleuten waren vor allem auch viele türkischsprachige Händler des Basars von Täbris wie von Teheran.

### Iran und der Schwarze und Rote Kolonialismus
Am 7./8. Januar 1978 erschien in der iranischen Zeitung Ettelā'āt ein Artikel über Chomeini. Dieser Artikel, unter dem Pseudonym Ahmad Raschidi-ye Motlagh erschienen, gilt als die Initialzündung der islamischen Revolution. Als Urheber gilt Darius Homayun, Informationsminister im Kabinett von Premierminister Dschamschid Amusegar. Chomeini wird in dem Artikel als politischer Opportunist bezeichnet, der die regierungsfeindlichen Pläne kommunistischer Verschwörer sowie der Großgrundbesitzer umsetzen wolle. Der Artikel war von der Regierung als Reaktion auf die von den Anhängern Chomeinis ab dem Jahr 1977 gegen die Reformpolitik des Schahs organisierten Demonstrationen gedacht. Die Reaktionen der Öffentlichkeit waren aber vollkommen anders als die Regierung erwartet hatte. Eine am 9. Januar in Ghom für Chomeini stattfindende Sympathiekundgebung von Studenten wurde von Sicherheitskräften gewaltsam aufgelöst. Vier Demonstranten starben an ihren Verletzungen. Gerüchte machten die Runde, dass mindestens 100 Demonstranten zu Tode gekommen seien. Später war gar von 300 toten Demonstranten die Rede.
Schariatmadari sah sich gezwungen, in einer machtvollen Rede gegen die Regierung Stellung zu beziehen. Kassetten von seiner Rede wurden kopiert und im ganzen Land verteilt. Schariatmadari sandte eine geheime Botschaft an die Regierung und forderte eine umgehende Entschuldigung der Regierung gegenüber der Geistlichkeit, bevor sich die sporadischen Demonstrationen zu einer landesweiten Protestwelle ausweiten würden. Doch statt sich zu entschuldigen, drangen Sicherheitskräfte in das Haus und die Hochschule von Schariatmadari ein, prügelten auf die Studenten ein und verletzten zwei Studenten so schwer, dass sie an ihren Verletzungen starben.
Im Juni 1978, die Proteste und Demonstrationen gegen die Regierung hatten inzwischen, angeheizt durch die Anhänger Chomeinis, weiter zugenommen, sandte Schariatmadari eine weitere Botschaft an den Schah, in dem er ihm erklärte, dass er von nun an Chomeini nicht mehr unterstützen würde. Er schlug vor, dass einige Geistliche in den anstehenden Wahlen zum Parlament als Kandidaten aufgestellt werden sollten, um den politischen Dialog mit der Geistlichkeit auf eine legale Diskussionsplattform zu stellen und ihn damit „von der Straße“ zu holen. Der Schah lehnte ab. Vorausgegangen war eine andere Botschaft an den Schah, in der Schariatmadari sich darüber beklagte, dass „die Anhänger Chomeinis Leute mit Gewehren und Granaten umbrächten, ohne dafür zur Rechenschaft gezogen zu werden“.

### Zusammenarbeit mit Premierminister Scharif-Emami
Nach dem Brandanschlag auf das Cinema Rex übernahm Dschafar Scharif-Emami am 27. August 1978 das Amt des Premierministers. Die Familie von Scharif-Emami war eng mit der Geistlichkeit verbunden. Er sollte eine Regierung der „Nationalen Versöhnung“ bilden und mit politischen Reformen, die Geistlichkeit für die konstitutionelle Monarchie unter Mohammad Reza Schah zurückgewinnen. In seiner Antrittsrede erklärte Scharif-Emami, dass seine Regierung der nationalen Versöhnung die entstandenen Wunden heilen, die Verfassung achten, die Freiheitsrechte der Bevölkerung wahren und den Wünschen der Geistlichkeit entsprechen wolle. So verfügte Scharif-Emami die Ablösung des erst neu eingeführten altpersischen Kalenders durch den islamischen Kalender, die Auflösung der Rastachiz-Partei, der iranischen Einheitspartei, sowie die Schließung von Spielhallen und Kasinos. Politische Gefangene, die der Geistlichkeit nahestanden, wurden aus den Gefängnissen entlassen. Im Gegenzug wanderten Personen, die bislang der konstitutionellen Monarchie gedient hatten, unter dem Vorwurf von Korruption und Menschenrechtsverletzungen, ins Gefängnis. Alle Beamten erhielten eine Gehaltserhöhung, die die Inflationsverluste ausgleichen sollte.
Um mit Chomeini in einen politischen Dialog zu treten und den Forderungen der Anhänger Chomeinis nach einer Rückkehr ihres Führers in den Iran nachzukommen, arbeiteten Kasem Schariatmadari, Premierminister Schrarif-Emami und Mehdi Bāzargān von der Partei der Nationalen Front einen Vorschlag mit Bedingungen aus, unter denen Chomeini in neun bis zehn Monaten den Iran zurückkehren könne, wenn er die bestehende Verfassung anerkennen würde. Doch Bāzargān entschied sich dafür, Chomeini als obersten Führer der Oppositionsbewegung anzuerkennen. Der von Schariatmadari und Premierminister Scharif-Emami ausgearbeitete Vorschlag wurde Chomeini nicht einmal vorgelegt, da der jede Zusammenarbeit mit der bestehenden Regierung verweigerte.
Schariatmadaris letzter Versuch, die Rückkehr Chomeinis zu verhindern, war der Vorschlag an den Schah, die Regierungsgeschäfte einem Kronrat zu übertragen, um für den Fall, dass die Monarchie nicht zu halten sei, die Möglichkeit für die legale Ausrufung einer Republik zu eröffnen. Schariatmadari machte deutlich, wenn die politische Macht in die „Hände der Straße“ fiele, die radikalen Anhänger Chomeinis rasch die Oberhand gewännen und der einzige Gewinner Chomeini und der einzige Verlierer der Iran sei.
Am Ende waren Kasem Schariatmadaris Bemühungen vergeblich. Chomeini kehrte am 1. Februar 1979 zurück und ließ von Anbeginn keinen Zweifel daran, dass er von nun an die weitere politische Entwicklung Irans bestimmen würde. Als Chomeini in Ghom eintraf, fuhr Kasem Schariatmadari an die Stadtgrenze, um ihn persönlich zu begrüßen.

## Die Islamische Revolution
Auch nach der Rückkehr Chomeinis gab Kasem Schariatmadari seine Opposition gegenüber Chomeini nicht auf. Er gründete eine eigene Partei, die Partei der Muslimischen Volksrepublik, die sich auf Druck Chomeinis bereits 1979 wieder auflösen musste. In zahlreichen Interviews erklärte Schariatmadari, dass das von Chomeini vertretene politische Modell einer „Regierung der Geistlichkeit“ (velayat-e fagih) keine Basis in der schiitischen Theologie hätte. Schariatmadari lehnte daher am 30. Juli 1979 den Verfassungsentwurf rundweg ab. Seiner Ansicht nach hätte man besser die Verfassung von 1906 aus der Zeit der Konstitutionellen Revolution reaktiviert.
Als Iraner am 4. November 1979 die amerikanische Botschaft besetzten und die Mitarbeiter der Botschaft als Geiseln nahmen (Geiselnahme von Teheran), gehörte Kasem Schariatmadari zu den Wenigen, die sich gegen die Verletzung internationalen Rechts aussprachen. Einer der Anführer der Geiselnehmer hatte erklärt, dass man in der Botschaft nach Beweisen dafür suche, dass Schariatmadari in einen Umsturzversuch der USA gegen die Regierung der Islamischen Republik verwickelt sei. Am selben Tag, an dem die US-Botschaft besetzt wurde, wurde auch das Haus von Schariatmadari gestürmt und sein Privatsekretär umgebracht. Obwohl man nichts gegen Schariatmadari gefunden hatte, wurde deutlich, dass Chomeini die Verhaftung Schariatmadaris vorbereitete. Einige Monate später, nachdem man den ersten Außenminister der Islamischen Republik Iran Sadegh Ghotbzadeh wegen des Verdachts eines Putsches verhaftet hatte und Verbindungen zwischen Schariatmadari und Ghotbzadeh nachgewiesen werden konnten, wurde auch Schariatmadari verhaftet. Seine Bankkonten und sein Haus wurden beschlagnahmt. Lediglich sein ältester Sohn Hasan Shariatmadari konnte nach Hamburg entkommen.
Schariatmadari, der später Chomeini der Irrlehren und Verbrechen bezichtigte, wurde nach seinem und Sadegh Ghotbzadehs „Fernseh-Geständnis“ im April 1982 bis zu seinem Tode unter Hausarrest gestellt. Obwohl an Prostatakrebs erkrankt, verweigerte man ihm die notwendige medizinische Versorgung.
Nach seinem Tod wurde weder eine offizielle noch eine private Bestattungszeremonie zugelassen. Er wurde in Ghom beigesetzt.